# Mirvarid Dilbazi
Mirvarid Dilbazi (en azéri : Mirvarid Paşa qızı Dilbazi, née le 19 août 1912 dans le village de Musakoy, région de Gazakh et morte le 12 juillet 2001 à Bakou) est une poétesse azerbaïdjanaise.

## Biographie
En 1921, la famille de la poétesse s'installe à Bakou, et Mirvarid entre au séminaire des femmes. Après avoir obtenu son diplôme du séminaire, elle travaille comme institutrice à Bakou et à Guba. Quelques années plus tard, Mirvarid Dilbazi entre à l'Institut pédagogique d'Azerbaïdjan. En 1934-1938 Mirvarid Dilbazi travaille au Fonds des manuscrits de l'Académie des sciences de la RSS d'Azerbaïdjan et à la maison d’édition Azernechr en 1938-1940. En 1949, elle devient membre du Comité de paix soviétique.

## Œuvre
Le premier poème de Mirvarid Dilbazi, Émancipation des femmes, est publié en 1927. Son premier livre, Notre voix, a suivi en 1934. elle écrit de nombreux poèmes et livres pour enfants tels que
Premier printemps (1937),
Amour de Patrie (1942), Mémoires (1945),
Rêve du maître (1948),
Images de la vie (1967), 
Jeune fille algérienne (1961),
À mes jeunes adeptes (1956),
Le printemps arrive (1968).

## Collaboration avec des compositeurs
Les compositeurs Suleyman Alasgarov, Tofig Gouliyev, Fikret Amirov, Chafiqa Akhoundova, Aghabadji Rzayeva et d'autres ont écrit des chansons, des romans et des oratorios sur les paroles du poète

## Traductions
Elle a traduit les œuvres de Nizami Gandjavi, Khagani Chirvani, Alisher Navoyi, Alexandre Pouchkine, Taras Chevtchenko, N. Tikhonov, Samuïl Marchak, Sergei Mikhalkov et d'autres poètes, la tragédie d'Euripide "Hippolyte". Ses œuvres ont été traduites en langues étrangères.

## Récompenses
- Deux fois l’Ordre de l'insigne d'honneur - 31 janvier 1939; 9 juin 1959
- Ordre de la bannière rouge - 17 août 1982
- Titre honorifique "Ouvrier Culturel Honoré de la RSS d'Azerbaïdjan" - 21 octobre 1967
- Titre honorifique "Poète du peuple de la RSS d'Azerbaïdjan" - 23 février 1979
- Médaille «Pour le courage»
- Ordre «Indépendance» - 18 août 1997[3].